# Microsoft Office 2016
El Microsoft Office 2016 és una versió de la suite ofimàtica Microsoft Office que va sortir el setembre del 2015. És la successora de Microsoft Office 2013 i la predecessora de Microsoft Office 2019. És l'última versió que és compatible amb Windows 7 i Windows 8.1. El suport estàndard finalitza el 13 d'octubre de 2020 i el suport estès finalitza el 14 d'octubre de 2025.

## Característiques
Les noves característiques implementades en aquesta versió, inclouen la integració en l'accés al núvol per tal de poder crear, obrir, editar i guardar documents en línia directament de l'escriptori de Windows. Aquesta integració també engloba Microsoft Outlook, que permet crear i adjuntar fitxers i configurar-li els permisos a OneDrive des de l'Outlook mateix.
Una altra de les grans millores d'aquesta versió és la possibilitat que tant els usuaris d'Office 2016 com d'Office Online treballin en línia en el mateixos documents de manera simultània i s'hi puguin fer comentaris.
També s'afegeix una eina anomenada TellMe, que permet a l'usuari buscar informació sobre qualsevol paraula ressaltada sense necessitat de sortir de l'Office. L'eina fa la cerca al buscador Bing i la mostra en un tauler lateral.
A més a més també s'hi afegeix una eina per poder accedir a un historial de versions del teus documents, nous estils de gràfics, taules dinàmiques i funcions de prediccions per a Microsoft Excel, integració amb trucades d'Skype sense la necessitat de tancar l'aplicació i una interfície més unificada, on cada aplicació té un color dominant diferent.
Com a novetat, dins del paquet ofimàtic, entra una nova eina anomenada Sway, que permet presentacions interactives amb contingut audiovisual.

## Versions
Microsoft Office 2016 s'ofereix en varies versions compatibles tant en sistemes operatius Windows com Mac:
| Característiques / Versió | Office Home & Student 2016 | Office Home & Business 2016 | Office Professional 2016 | Office Professional Plus 2016 |
| ------------------------- | -------------------------- | --------------------------- | ------------------------ | ----------------------------- |
| Word                      | 1                          | 1                           | 1                        | 1                             |
| Excel                     | 1                          | 1                           | 1                        | 1                             |
| Power Point               | 1                          | 1                           | 1                        | 1                             |
| One Note                  | 1                          | 1                           | 1                        | 1                             |
| Outlook                   | N                          | 1                           | 1                        | 1                             |
| Publisher*                | N                          | N                           | 1                        | 1                             |
| Access*                   | N                          | N                           | 1                        | 1                             |
| Skype per a empreses      | N                          | N                           | N                        | 1                             |
| Compatible amb Mac        | 1                          | 1                           | N                        | N                             |

* No disponible per Mac

## Requeriments
- CPU x86 amb 1 GHz[12]
- 2 Gb de memòria RAM
- 3 Gb d'espai al disc
- Resolució de pantalla de 1024x768 píxels o superior
- Windows 7 SP1 o superior
- .NET 3.5. Algunes característiques requereixen .NET 4.0